# 鐵甲人魔
《铁甲人魔》（英語：Hardware）是一部1990年英美合拍科幻恐怖片，由迪倫·麥狄蒙和史黛西·崔維斯主演。该片由李察·史丹利编剧和导演（本片是其导演处女作），卡爾·麥考伊、伊基·波普和萊米也在片中出场。自上映以来，它已成为一部邪典电影。该片讲述了一个自我修复的机器人在末世贫民窟中横冲直撞的故事。

## 情节
一个游牧的清道夫在一片被辐射的荒地上跋涉，发现了一个被埋在地下的机器人。他收集了这些碎片，并把它们带到废品商阿尔维那里，阿尔维正与前士兵莫和莫的朋友谢德斯交谈。当阿尔维离开时，莫从游牧人手中买下了机器人的部件，并将除头部外的所有部件卖给了阿尔维。阿尔维对这项技术很感兴趣，开始研究其背景。莫和谢德斯拜访了莫的隐居女友吉尔，吉尔用盖革计数器检查了他们后允许他们进入，莫将机器人头作为圣诞礼物赠送给吉尔。吉尔是个金属雕塑家，她急切地接受了这个头。谢德斯离开后，莫和吉尔做爱，而他们那有偷窥癖的邻居林肯则通过望远镜在不知不覺中观看着。
后来，莫和吉尔就政府的绝育计划和生孩子的道德问题展开争论。吉尔把机器人的头做成了一个雕塑，莫说他喜欢这个作品，但他不明白它代表什么。沮丧的吉尔说它什么也不代表，莫认为她应该制作更多的艺术品来出售，吉尔对莫的这一建议表示反感。两人被阿尔维打断。阿尔维敦促莫回到店里，因为他有关于机器人的重要消息，他说这是M.A.R.K. 13。在离开之前，莫查阅了他的《圣经》，发现了马可福音第13章第20节下的“凡有血氣的總沒有一個得救的”这句话，他开始怀疑这个机器人是政府为解决地球严重的人口过剩危机而进行的种族灭绝计划的一部分。回到店里后，莫发现阿尔维死于一种细胞毒素，并有证据表明该机器人是一个能够自我修复的实验性战斗模型；阿尔维的笔记指出了机器人的一个缺陷，即对湿度的弱点。担心之余，莫联系了谢德斯，请他确认吉尔的情况，但谢德斯正在吸毒。
在公寓里，机器人用吉尔的金属雕塑碎片重新组装了自己，并耗尽她公寓的电源网络给自己充电。机器人想要杀死吉尔，但吉尔把公寓的门锁上，将机器人困在一个房间里。林肯在想要偷看吉尔时，却看到机器人关闭了百叶窗。林肯来到吉尔处想打开公寓门，對吉尔進行了粗暴的性挑逗，並提議解除將他們困在她公寓裡的緊急鎖。林肯不理會她關於機器人杀人的警告，当他打开吉尔的百叶窗以便更容易地窥视吉尔时，M.A.R.K. 13残忍地杀死了他。吉尔逃进了厨房，她认为她的冰箱可以让她躲过机器人的红外视线。她在莫、谢德斯和公寓的保安队到达之前弄坏了机器人，并向它开火，摧毁了机器人。
当吉尔和莫拥抱时，M.A.R.K. 13将吉尔拖出窗外，吉尔被扔进她楼下邻居家。此时楼上只有M.A.R.K. 13和莫，吉尔飞快地跑上楼想去帮助莫。由于过度自信，莫决定只身一人与机器人交战，但机器人给他注射了杀死阿尔维的相同毒素。莫在死亡时经历了兴奋和一系列的幻觉。吉尔重新回到她的公寓后，M.A.R.K. 13将她的公寓门迅速打开又关上；保安队在试图进入公寓时死亡，而谢德斯则被困在外面。吉尔骇进了M.A.R.K. 13的CPU，并试图与它沟通，但没有成功；然而，她发现了机器人的弱点，遂将M.A.R.K. 13引诱到浴室。谢德斯此时已经进入公寓，给吉尔拖延时间来打开淋浴。M.A.R.K. 13碰到水后短路，终于停止了活动。第二天早上，无线电广播宣布，M.A.R.K. 13已被政府批准，并将被大规模生产。

## 演员
- 迪倫·麥狄蒙 饰 莫
- 史黛西·崔維斯（英语：Stacey Travis） 饰 吉尔
- 約翰·林奇（英语：John Lynch (actor)） 饰 谢德斯
- 伊基·波普 饰 憤怒的鮑勃
- 卡爾·麥考伊（英语：Carl McCoy） 饰 游牧人
- 威廉姆·霍金斯（英语：William Hootkins） 饰 林肯
- 馬克·諾瑟佛（英语：Mark Northover） 饰 阿尔维
- 保羅·麥堅時 饰 弗农
- 萊米 饰 水上出租車司機